# Raquel Dancho
Pour les articles homonymes, voir Dancho.
Raquel Dancho, née le (16 avril 1990), est une femme politique canadienne. Elle représente la circonscription de Kildonan—St. Paul à la Chambre des communes du Canada depuis 2019 sous la bannière du Parti conservateur du Canada.